# Torneio Interzonal de 1952
O Torneio Interzonal de 1952 foi um torneio de xadrez com o objetivo de selecionar os jogadores qualificados a participar do Torneio de xadrez de Zurique de 1953, que foi o Torneio de Candidatos do ciclo 1952-1954 para escolha do desafiante ao título no Campeonato Mundial de Xadrez de 1954. A competição foi realizada em Saltsjöbaden de 15 de setembro a 21 de outubro e teve como vencedor Alexander Kotov.

## Tabela de resultados[1][2]
|     | Nome                 | 1 | 2 | 3 | 4 | 5 | 6 | 7 | 8 | 9 | 10 | 11 | 12 | 13 | 14 | 15 | 16 | 17 | 18 | 19 | 20 | 21 | 22 | Total |
| --- | -------------------- | - | - | - | - | - | - | - | - | - | -- | -- | -- | -- | -- | -- | -- | -- | -- | -- | -- | -- | -- | ----- |
| 1.  | Alexander Kotov      |   | ½ | ½ | ½ | ½ | 1 | 1 | ½ | 1 | 1  | ½  | 1  | ½  | 1  | 1  | 1  | 1  | 1  | 1  | 1  | 1  |    | 16½   |
| 2.  | Tigran Petrosian     | ½ |   | ½ | ½ | ½ | ½ | 1 | ½ | ½ | ½  | 1  | ½  | ½  | ½  | 1  | 1  | ½  | 1  | 1  | 1  | ½  |    | 13½   |
| 3.  | Mark Taimanov        | ½ | ½ |   | ½ | ½ | ½ | ½ | ½ | 1 | ½  | ½  | ½  | 1  | 1  | 1  | ½  | 1  | ½  | ½  | 1  | 1  |    | 13½   |
| 4.  | Efim Geller          | ½ | ½ | ½ |   | ½ | 0 | 0 | 1 | 1 | ½  | ½  | 1  | ½  | ½  | 1  | ½  | 1  | 1  | 1  | 1  | ½  |    | 13    |
| 5.  | Yuri Averbach        | ½ | ½ | ½ | ½ |   | 1 | ½ | 0 | ½ | ½  | ½  | ½  | 1  | ½  | ½  | 1  | ½  | 1  | 1  | 1  | ½  |    | 12½   |
| 6.  | Gideon Ståhlberg     | 0 | ½ | ½ | 1 | 0 |   | ½ | 0 | 0 | ½  | ½  | ½  | 1  | 1  | ½  | 1  | 1  | 1  | 1  | 1  | 1  |    | 12½   |
| 7.  | László Szabó         | 0 | 0 | ½ | 1 | ½ | ½ |   | 1 | ½ | 1  | ½  | ½  | ½  | ½  | 1  | 1  | ½  | ½  | 1  | ½  | 1  |    | 12½   |
| 8.  | Svetozar Gligorić    | ½ | ½ | ½ | 0 | 1 | 1 | 0 |   | ½ | ½  | ½  | ½  | ½  | 1  | 1  | 1  | 0  | 1  | 1  | ½  | 1  |    | 12½   |
| 9.  | Wolfgang Unzicker    | 0 | ½ | 0 | 0 | ½ | 1 | ½ | ½ |   | ½  | ½  | 0  | 1  | ½  | ½  | 1  | 1  | 1  | ½  | 1  | 1  |    | 11½   |
| 10. | Erich Eliskases      | 0 | ½ | ½ | ½ | ½ | ½ | 0 | ½ | ½ |    | 1  | ½  | 0  | ½  | 0  | ½  | 1  | ½  | 1  | 1  | 1  |    | 10½   |
| 11. | Herman Pilnik        | ½ | 0 | ½ | ½ | ½ | ½ | ½ | ½ | ½ | 0  |    | 0  | ½  | ½  | 1  | ½  | ½  | 1  | 1  | ½  | ½  |    | 10    |
| 12. | Luděk Pachman        | 0 | ½ | ½ | 0 | ½ | ½ | ½ | ½ | 1 | ½  | 1  |    | 0  | ½  | ½  | ½  | 1  | 0  | ½  | ½  | 1  |    | 10    |
| 13. | Herman Steiner       | ½ | ½ | 0 | ½ | 0 | 0 | ½ | ½ | 0 | 1  | ½  | 1  |    | ½  | 0  | 0  | 1  | 1  | ½  | 1  | 1  |    | 10    |
| 14. | Aleksandar Matanović | 0 | ½ | 0 | ½ | ½ | 0 | ½ | 0 | ½ | ½  | ½  | ½  | ½  |    | 0  | ½  | 1  | ½  | 1  | ½  | 1  |    | 9     |
| 15. | Gedeon Barcza        | 0 | 0 | 0 | 0 | ½ | ½ | 0 | 0 | ½ | 1  | 0  | ½  | 1  | 1  |    | 1  | ½  | 0  | 0  | 1  | ½  |    | 8     |
| 16. | Gösta Stoltz         | 0 | 0 | ½ | ½ | 0 | 0 | 0 | 0 | 0 | ½  | ½  | ½  | 1  | ½  | 0  |    | 0  | 1  | 1  | ½  | 1  |    | 7½    |
| 17. | Luis Augusto Sánchez | 0 | ½ | 0 | 0 | ½ | 0 | ½ | 1 | 0 | 0  | ½  | 0  | 0  | 0  | ½  | 1  |    | ½  | 0  | 1  | 1  |    | 7     |
| 18. | Robert Wade          | 0 | 0 | ½ | 0 | 0 | 0 | ½ | 0 | 0 | ½  | 0  | 1  | 0  | ½  | 1  | 0  | ½  |    | ½  | 0  | 1  |    | 6     |
| 19. | Paul Vaitonis        | 0 | 0 | ½ | 0 | 0 | 0 | 0 | 0 | ½ | 0  | 0  | ½  | ½  | 0  | 1  | 0  | 1  | ½  |    | ½  | 0  |    | 5     |
| 20. | Harry Golombek       | 0 | 0 | 0 | 0 | 0 | 0 | ½ | ½ | 0 | 0  | ½  | ½  | 0  | ½  | 0  | ½  | 0  | 1  | ½  |    | 0  |    | 4½    |
| 21. | Lodewijk Prins       | 0 | ½ | 0 | ½ | ½ | 0 | 0 | 0 | 0 | 0  | ½  | 0  | 0  | 0  | ½  | 0  | 0  | 0  | 1  | 1  |    |    | 4½    |
| 22. | Julio Bolbochán      |   |   |   |   |   |   |   |   |   |    |    |    |    |    |    |    |    |    |    |    |    |    |       |